# 正宝院 (台東区)
正宝院（しょうぼういん、旧字体：正寶院）は、東京都台東区にある天台宗系の単立寺院。

## 歴史
1530年（享禄3年）に開山された。修験道本山派（天台宗系）の流れをくむ修験道場であった。明治期の修験禁止令により天台宗寺門派（現・天台寺門宗）に属したが、現在は単立寺院となっている。

## 飛不動
当院の本尊は不動尊であり、「飛不動」と呼ばれている。これは当時の住職が大和国（現・奈良県）の大峰山で修行するため、本尊の不動尊を携えてきたところ、一夜にして当院に飛び帰ったことから、そう呼ばれるようになった。
これらの故事により、「航空安全」のご利益があるとされ、航空関係者や飛行機を利用する旅行者の信仰を集めるようになった。小惑星探査機はやぶさが一時行方不明になった際に、プロジェクトマネージャの川口淳一郎は当院を参拝し、はやぶさの無事帰還を祈ったという。
また「航空安全」は「落ちない」に通じることから、合格祈願の受験生の参拝者も来ている。そして「もっと飛ぶように」ということでゴルフ愛好家らも訪れるという。

## 文化財
- 木造阿弥陀如来坐像（台東区有形文化財 平成9年度登載）[4]

## 交通アクセス
- 三ノ輪駅より徒歩7分（経路案内）
- 都営バス 都08・草43・草63「竜泉」バス停より徒歩3分